# Liste der Bodendenkmale in Münchehofe
Die Liste der Bodendenkmale in Münchehofe enthält alle Bodendenkmale der brandenburgischen Gemeinde Münchehofe und ihrer Ortsteile. Grundlage ist die Veröffentlichung der Landesdenkmalliste mit dem Stand vom 31. Dezember 2020. Die Baudenkmale sind in der Liste der Baudenkmale in Münchehofe aufgeführt.
|    | Gemarkung         | Flur    | Kurzansprache | Bodendenkmalnummer | Bemerkung | Bild |
| -- | ----------------- | ------- | --- | ------------------ | --------- | ---- |
| 1  | Birkholz (Lage)   | 1,2     | Dorfkern deutsches Mittelalter, Dorfkern Neuzeit                                                                                                 | 12138              |           |      |
| 2  | Hermsdorf (Lage)  | 6, 7    | Siedlung Bronzezeit, Rast- und Werkplatz Steinzeit                                                                                               | 12326              |           |      |
| 3  | Hermsdorf (Lage)  | 5       | Pechhütte deutsches Mittelalter | 12327              |           |      |
| 4  | Hermsdorf (Lage)  | 10      | Siedlung Urgeschichte | 12328              |           |      |
| 5  | Hermsdorf (Lage)  | 7, 8    | Rast- und Werkplatz Steinzeit | 12329              |           |      |
| 6  | Hermsdorf (Lage)  | 10      | Rast- und Werkplatz Steinzeit | 12330              |           |      |
| 7  | Hermsdorf (Lage)  | 9       | Pechhütte Neuzeit | 12331              |           |      |
| 8  | Hermsdorf (Lage)  | 4       | Rast- und Werkplatz Steinzeit, Siedlung Bronzezeit                                                                                               | 12332              |           |      |
| 9  | Hermsdorf (Lage)  | 8       | Rast- und Werkplatz Steinzeit | 12422              |           |      |
| 10 | Hermsdorf (Lage)  | 1, 3, 4 | Dorfkern Neuzeit, Dorfkern deutsches Mittelalter                                                                                                 | 12875              |           |      |
| 11 | Hermsdorf (Lage)  | 8       | Mühle Neuzeit | 13095              |           |      |
| 12 | Hermsdorf (Lage)  | 7       | Rast- und Werkplatz Steinzeit, Siedlung Urgeschichte                                                                                             | 13104              |           |      |
| 13 | Hermsdorf (Lage)  | 3       | Mühle Neuzeit | 13105              |           |      |
| 14 | Münchehofe (Lage) | 2       | Siedlung Bronzezeit, Siedlung Eisenzeit, Rast- und Werkplatz Steinzeit, Siedlung römische Kaiserzeit                                             | 12539              |           |      |
| 15 | Münchehofe (Lage) | 2       | Pechhütte Neuzeit, Pechhütte deutsches Mittelalter                                                                                               | 12540              |           |      |
| 16 | Münchehofe (Lage) | 2       | Dorfkern deutsches Mittelalter, Kirche Neuzeit, Friedhof deutsches Mittelalter, Kirche deutsches Mittelalter, Friedhof Neuzeit, Dorfkern Neuzeit | 12541              |           |      |
| 17 | Münchehofe (Lage) | 2       | Rast- und Werkplatz Steinzeit, Siedlung Bronzezeit, Siedlung Eisenzeit                                                                           | 12542              |           |      |